# 李蓋
李 蓋（り がい、生没年不詳）は、北魏の官僚。本貫は中山郡安喜県。

## 経歴
若くして名を知られた。太武帝の妹の武威公主が、北涼の沮渠牧犍の妻となっていたが、太武帝が北涼を平定するにあたって、李蓋が公主について密計を通じて助けたため、寵遇されるようになった。李蓋は太武帝の命を受けて公主を妻に迎え、先妻の与氏はこのため家を出された。後に侍中・駙馬都尉の任を加えられ、殿中尚書・都官尚書を歴任し、左将軍の号を受け、南郡公に封じられた。尚書左僕射に上り、在官のまま死去した。征南大将軍・定州刺史の位を追贈され、中山王に追封された。諡は荘といった。

## 子女
- 李恵
- 李初
- 李楽

## 伝記資料
- 『魏書』巻83上 列伝第71上
- 『北史』巻80 列伝第68